# 踢球手
踢球手（或，縮寫為或），也被稱為踢球員、開球手（員）、射門員，是美式足球與加拿大式足球中的一個球員位置。他負責開球、射門（field goal）以及一分加踢。